# Tuinen van Mien Ruys

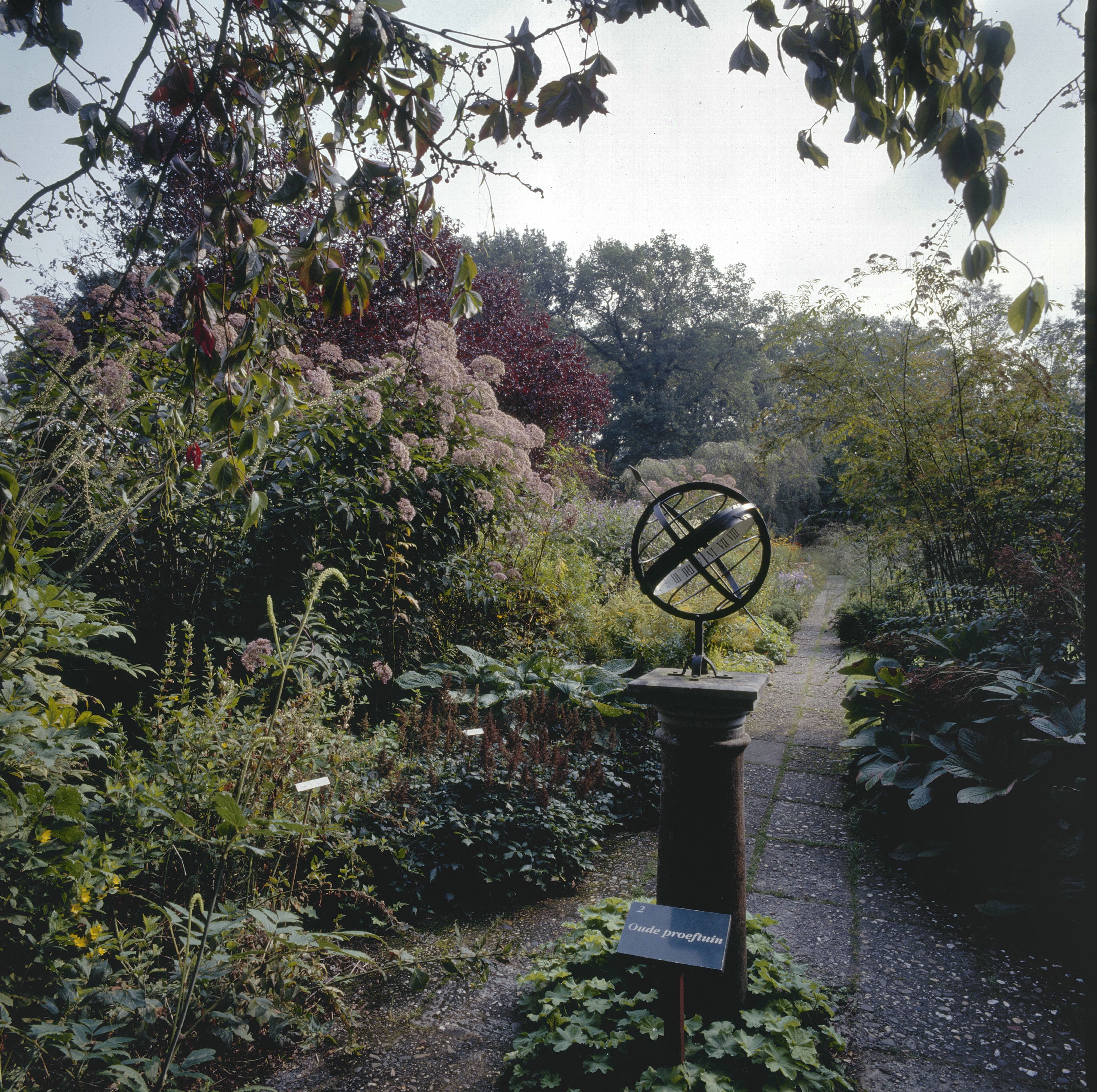

Tuinen van Mien Ruys (Zahrady Mien Ruys) jsou zahrady, které byly laboratoří mezinárodně uznávané holandské zahradní architektky Mien Ruys. Zahrady se nachází v místě jejího narození, v nizozemském Dedemsvaartu.
Zahrady jsou udržovány nadací Stichting Tuinen Mien Ruyse od roku 1976. V zahradě se experimentovala zahradní architektka s výsadbami a zahradními materiály. Zahrady byly uznány národní památkou.